# Тяка, Никифор Иванович
Никифор Иванович Тяка (1932 — ?) — звеньевой колхоза имени Ленина Чимишлийского района Молдавской ССР, Герой Социалистического Труда (23.06.1966).
Член КПСС с 1961 г.
Окончил ПТУ.
В 1948—1960 гг. тракторист, с 1961 года звеньевой колхоза имени Ленина Чимишлийского района Молдавской ССР (с. Михайловка). По его предложению в колхозе впервые начали возделывать пропашные культуры.
За успехи, достигнутые в получении высоких и устойчивых урожаев кукурузы без применения ручного труда, Указом от 23.06.1966 присвоено звание Героя Социалистического Труда с вручением ордена Ленина и золотой медали «Серп и Молот».
Один из инициаторов создания в колхозе двух соревнующихся бригад комплексной механизации возделывания пропашных культур, одну из этих бригад возглавил сам, второй руководил Иван Степанович Оборочану.
В 1972—1982 гг. бригадир бригады по производству кормов и выращиванию винограда колхоза имени Ленина. С 1983 года тракторист Научно-производственного объединения «Днестр» (Слободзейский район).
Заслуженный механизатор Молдавской ССР (1965).